# برنارد تشارلز كوتن
برنارد تشارلز كوتن (بالإنجليزية: Bernard Charles Cotton)‏ هو عالم رخويات ‏ أسترالي، ولد في 2 فبراير 1905، وتوفي في 3 مايو 1966 في أديلايد في أستراليا.